# Malícia (filme de 1973)
Malícia  (Malizia) é um filme italiano de 1973, dirigido por Salvatore Samperi.
Estreou em Portugal a 29 de Maio de 1974.

## Sinopse
O comerciante Ignazio La Brocca, pai de três filhos, contrata uma nova empregada, no mesmo dia do funeral da esposa. Angela (Laura Antonelli) é uma bela mulher e uma excelente dona de casa, ideal para ser a nova esposa de Ignazio (Turi Ferro). Mas os dois filhos mais velhos também se interessam por Angela; e se Antonio de 18 anos, vê os seus avanços repelidos, Nino (Alessandro Momo), de 14 anos, faz uma corte insistente a Angela e vai fazer tudo para frustrar os planos de casamento do pai.

## Elenco
- Laura Antonelli: Angela La Barbera[3]
- Turi Ferro: Ignazio La Brocca
- Alessandro Momo: Nino La Brocca
- Tina Aumont: Luciana Puglisi
- Lilla Brignone: nonna
- Pino Caruso: Don Cirillo
- Angela Luce: vedova Ines Corallo
- Stefano Amato: Stefano Puglisi "Porcello"
- Gianluigi Chirizzi: Antonio La Brocca
- Grazia Di Marzà: Adelina
- Massimiliano Filoni: Enzino La Brocca